# Echipa națională de fotbal a Ecuadorului
Echipa națională de fotbal a Ecuadorului reprezintă Ecuadorul în competițiile de fotbal internaționale și este controlată de Federación Ecuatoriana de Fútbol.

## Performanțe la Campionatul Mondial
| 1930 - 1958 | Nu a participat  | Nu a participat  | Nu a participat  | Nu a participat  | Nu a participat  | Nu a participat  | Nu a participat  | Nu a participat  | Nu a participat  | Nu a participat  |
| 1962 - 1998 | Nu s-a calificat | Nu s-a calificat | Nu s-a calificat | Nu s-a calificat | Nu s-a calificat | Nu s-a calificat | Nu s-a calificat | Nu s-a calificat | Nu s-a calificat | Nu s-a calificat |
| 2002        | Faza grupelor    | 24               | 3                | 1                | 0                | 2                | 2                | 4                |                  |                  |
| 2006        | Optimi           | 12               | 4                | 2                | 0                | 2                | 5                | 4                |                  |                  |
| 2010        | Nu s-a calificat | Nu s-a calificat | Nu s-a calificat | Nu s-a calificat | Nu s-a calificat | Nu s-a calificat | Nu s-a calificat | Nu s-a calificat | Nu s-a calificat | Nu s-a calificat |
| 2014        | Faza grupelor    | 17               | 3                | 1                | 1                | 1                | 3                | 3                |                  |                  |
| 2018        | Nu s-a calificat | Nu s-a calificat | Nu s-a calificat | Nu s-a calificat | Nu s-a calificat | Nu s-a calificat | Nu s-a calificat | Nu s-a calificat |                  |                  |
| 2022        | Faza grupelor    | 18               | 3                | 1                | 1                | 1                | 4                | 3                |                  |                  |
| 2026        | Va urma          | Va urma          | Va urma          | Va urma          | Va urma          | Va urma          | Va urma          | Va urma          | Va urma          | Va urma          |
| Total       | 4/22             | 12               | 13               | 5                | 2                | 6                | 14               | 14               |                  |                  |

## Rezultate
| Parcursul la Campionatul Mondial | Parcursul la Campionatul Mondial | Parcursul la Campionatul Mondial | Parcursul la Campionatul Mondial |
| Anul                             | Runda                            | Scor                             | Rezultat                         |
| -------------------------------- | -------------------------------- | -------------------------------- | -------------------------------- |
| 2002                             | Faza Grupelor                    | Ecuador 0 – 2 Italia             | Înfrângere                       |
| 2002                             | Faza Grupelor                    | Ecuador 1 – 2 Mexic              | Înfrângere                       |
| 2002                             | Faza Grupelor                    | Ecuador 1 – 0 Croația            | Victorie                         |
| 2006                             | Faza Grupelor                    | Ecuador 2 – 0 Polonia            | Victorie                         |
| 2006                             | Faza Grupelor                    | Ecuador 3 – 0 Costa Rica         | Victorie                         |
| 2006                             | Faza Grupelor                    | Ecuador 0 – 3 Germania           | Înfrângere                       |
| 2006                             | Optimi                           | Ecuador 0 – 1 Anglia             | Înfrângere                       |
| 2014                             | Faza Grupelor                    | Ecuador 1 – 2 Elveția            | Înfrângere                       |
| 2014                             | Faza Grupelor                    | Ecuador 2 – 1 Honduras           | Victorie                         |
| 2014                             | Faza Grupelor                    | Ecuador 0 – 0 Franța             | Egal                             |
| 2022                             | Faza Grupelor                    | Ecuador 2 – 0 Qatar              | Victorie                         |
| 2022                             | Faza Grupelor                    | Ecuador 1 – 1 Țările de Jos      | Egal                             |
| 2022                             | Faza Grupelor                    | Ecuador 1 – 3 Senegal            | Înfrângere                       |

## Jucători
| Loc | Nume                    | Carieră   | Selecții | Poziție |
| --- | ----------------------- | --------- | -------- | ------- |
| 1   | Iván Hurtado            | 1992–2014 | 168      | F       |
| 2   | Walter Ayoví            | 2001–2017 | 122      | M       |
| 3   | Édison Méndez           | 2000–2014 | 112      | M       |
| 4   | Álex Aguinaga           | 1987–2004 | 109      | M       |
| 5   | Ulises de la Cruz       | 1995–2010 | 101      | F       |
| 6   | Luis Capurro            | 1985–2003 | 100      | F       |
| 7   | Antonio Valencia        | 2005–2019 | 99       | M       |
| 8   | Giovanny Espinoza       | 2000–2012 | 90       | F       |
| 9   | Enner Valencia          | 2012–     | 89       | A       |
| 10  | José Francisco Cevallos | 1994–2010 | 88       | P       |
| 10  | Segundo Castillo        | 2003–2016 | 88       | M       |

| Loc | Nume              | Carieră   | Goluri | Selecții | Medie | Poziție |
| --- | ----------------- | --------- | ------ | -------- | ----- | ------- |
| 1   | Enner Valencia    | 2012–     | 41     | 89       | 0.46  | A       |
| 1   | Agustín Delgado   | 1994–2006 | 31     | 71       | 0.44  | A       |
| 2   | Eduardo Hurtado   | 1992–2002 | 26     | 74       | 0.35  | A       |
| 3   | Christian Benítez | 2005–2013 | 25     | 61       | 0.41  | A       |
| 4   | Álex Aguinaga     | 1987–2004 | 23     | 109      | 0.21  | M       |
| 5   | Felipe Caicedo    | 2005–2017 | 22     | 68       | 0.33  | A       |
| 7   | Édison Méndez     | 2000–2014 | 18     | 112      | 0.16  | M       |
| 8   | Iván Kaviedes     | 1998–2013 | 16     | 57       | 0.30  | A       |
| 9   | Raúl Avilés       | 1987–2003 | 16     | 55       | 0.29  | A       |
| 10  | Ariel Graziani    | 1997–2000 | 15     | 34       | 0.44  | A       |
|     |                   |           |        |          |       |         |

## Lot
Următorii jucători au fost convocați pentru Copa América 2024.
| Nr. | Poz. | Jucător                  | Data nașterii (vârsta)        | Selecții | Goluri | Club                    |
| --- | ---- | ------------------------ | ----------------------------- | -------- | ------ | ----------------------- |
| 1   | P    | Hernán Galíndez          | 30 martie 1987 (37 de ani)    | 19       | 0      | Huracán                 |
| 12  | P    | Moisés Ramírez           | 9 septembrie 2000 (24 de ani) | 6        | 0      | Independiente del Valle |
| 22  | P    | Alexander Domínguez      | 5 iunie 1987 (37 de ani)      | 76       | 0      | LDU Quito               |
|     |      |                          |                               |          |        |                         |
| 2   | F    | Félix Torres             | 11 ianuarie 1997 (28 de ani)  | 35       | 5      | Corinthians             |
| 3   | F    | Piero Hincapié           | 9 ianuarie 2002 (23 de ani)   | 35       | 2      | Bayer Leverkusen        |
| 4   | F    | Joel Ordóñez             | 21 aprilie 2004 (20 de ani)   | 2        | 0      | Club Brugge             |
| 6   | F    | Willian Pacho            | 16 octombrie 2001 (23 de ani) | 14       | 2      | Eintracht Frankfurt     |
| 7   | F    | Layan Loor               | 23 mai 2001 (23 de ani)       | 1        | 0      | Universidad Católica    |
| 8   | F    | Carlos Gruezo            | 19 aprilie 1995 (29 de ani)   | 61       | 1      | San Jose Earthquakes    |
| 17  | F    | Ángelo Preciado          | 18 februarie 1998 (27 de ani) | 41       | 0      | Sparta Prague           |
| 24  | F    | José Hurtado             | 23 decembrie 2001 (23 de ani) | 8        | 0      | Red Bull Bragantino     |
| 25  | F    | Jackson Porozo           | 4 august 2000 (24 de ani)     | 8        | 0      | Kasımpașa               |
| 26  | F    | Andrés Micolta           | 6 iunie 1999 (25 de ani)      | 1        | 0      | Pachuca                 |
|     |      |                          |                               |          |        |                         |
| 5   | M    | José Cifuentes           | 12 martie 1999 (26 de ani)    | 21       | 0      | Cruzeiro                |
| 9   | M    | John Yeboah              | 23 iunie 2000 (24 de ani)     | 5        | 2      | Raków Częstochowa       |
| 10  | M    | Kendry Páez              | 4 mai 2007 (17 ani)           | 11       | 2      | Independiente del Valle |
| 14  | M    | Alan Minda               | 14 mai 2003 (21 de ani)       | 6        | 1      | Cercle Brugge           |
| 15  | M    | Ángel Mena               | 21 ianuarie 1988 (37 de ani)  | 59       | 8      | León                    |
| 16  | M    | Jeremy Sarmiento         | 16 iunie 2002 (22 de ani)     | 19       | 2      | Ipswich Town            |
| 18  | M    | Joao Ortiz               | 1 mai 1996 (28 de ani)        | 9        | 0      | Independiente del Valle |
| 20  | M    | Janner Corozo            | 8 septembrie 1995 (29 de ani) | 5        | 1      | Barcelona               |
| 21  | M    | Alan Franco              | 21 august 1998 (26 de ani)    | 38       | 1      | Atlético Mineiro        |
| 23  | M    | Moisés Caicedo           | 2 noiembrie 2001 (23 de ani)  | 44       | 3      | Chelsea                 |
|     |      |                          |                               |          |        |                         |
| 11  | A    | Kevin Rodríguez          | 4 martie 2000 (25 de ani)     | 15       | 1      | Union Saint-Gilloise    |
| 13  | A    | Enner Valencia (căpitan) | 4 noiembrie 1989 (35 de ani)  | 87       | 41     | Internacional           |
| 19  | A    | Jordy Caicedo            | 18 noiembrie 1997 (27 de ani) | 16       | 3      | Atlas                   |